# Gänswiesgraben
Der Gänswiesgraben ist ein linker Zufluss des Durlinggrabens bei Westheim im mittelfränkischen Landkreis Weißenburg-Gunzenhausen.

## Verlauf
Der Gänswiesgraben entspringt auf einer Höhe von 468 m ü. NHN westlich von Ostheim. Er fließt beständig in südliche bis südwestliche Richtung, parallel an Flurwegen entlang, durch eine weite Offenlandschaft im Vorland der Südlichen Frankenalb. Der Gänswiesgraben fließt nach einem Lauf von rund einem Kilometer auf einer Höhe von 455 m ü. NHN südwestlich von Ostheim nahe einem Waldrand von links bzw. von Nordost in den Durlinggraben. Zum Zeitpunkt seiner Einmündung ist der Gänswiesgraben deutlich länger als der Durlinggraben, wobei beide Gewässer insgesamt etwa gleich lang sind. Der Gänswiesgraben durchfließt keine Ortschaften und hat keine Zuflüsse.